# Marlow Cook

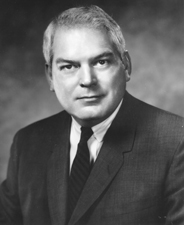
Marlow Cook

Marlow Webster Cook, född 27 juli 1926 i Akron, New York, död 4 februari 2016 i Sarasota, Florida, var en amerikansk republikansk politiker. Han representerade delstaten Kentucky i USA:s senat 1968–1974.
Cook deltog i andra världskriget i USA:s flotta. Han avlade 1950 juristexamen vid University of Louisville och inledde sin karriär som advokat i Louisville. Han tillträdde 1961 en domarbefattning i Jefferson County, Kentucky. Han efterträdde 1968 Thruston Ballard Morton som senator för Kentucky. Cook besegrades av Wendell Ford i senatsvalet 1974. Han avgick den 27 december 1974 några dagar före mandatperiodens slut. Cook arbetade sedan som advokat i Washington, D.C.